# هرمان جوزيف
هرمان جوزيف (بالألمانية: Hermann Joseph von Steinfeld)‏ هو متصوف ألماني، ولد في 1150 في كولونيا في ألمانيا، وتوفي في 1241 في دير.